# Tarapacaíta
La tarapacaíta es un mineral de la clase de los minerales sulfatos. Fue descubierta en 1878 en la provincia de Tocopilla, en la región de Antofagasta (Chile), siendo nombrada así por su cercanía a la región de Tarapacá.

## Características químicas
Es un cromato anhidro de potasio. Es isoestructural con la mascagnita ((NH4)2SO4).

## Formación y yacimientos
Aparece como mineral accesorio minoritario en los yacimientos de minerales nitratos. En Chile se suele encontrar en el caliche y nitrato del desierto de Atacama.
Suele encontrarse asociado a otros minerales como: lopezita o dietzeíta.

## Usos
Puede ser extraído como mena de cromo. Los minerales cromatos contienen el ion cromato, que es carcinógeno y mutagénico, por lo que debe ser manipulado con las debidas precauciones evitando su inhalación.